# Гусиная лапа
«Гусиная лапа» или «рак» — уголовное название специального металлорежущего приспособления для вскрытия стальных дверей, ящиков и сейфов. По своему принципу действия «гусиная лапа» имеет сходство с большим консервным ножом, изготовленным из качественной стали. Несмотря на то, что усилие на его режущую кромку может быть значительно увеличено благодаря съёмной трубе-рычагу, тем не менее, использование этого инструмента требует незаурядных силовых данных.

## История
В уголовном жаргоне термин «гусиная лапа» известен с дореволюционных времён; он имел хождение вплоть до середины XX века, когда его заменили производными от слова «фомка». Сам инструмент широко использовался преступными элементами на рубеже XIX−XX веков вместе с некоторыми своими разновидностями. Скорее всего, своим названием он обязан российским медвежатникам (точнее, шниферам).
Изначально «гусиная лапа» выглядела наподобие слесарных клещей. Процедура вскрытия сейфа с её помощью начиналась с высверливания отверстий, края которых после этого выламывались наружу заострённой частью «гусиной лапы». Несколько позднее «гусиная лапа» приобрела вид консервного ножа со сменной режущей головкой на болтах и возможностью установки на рукоятку трубы-удлинителя для увеличения длины рычага. Взламывание металлической преграды с её помощью начиналось с высверливания в стенке нескольких отверстий в ряд, в которые вставлялась режущая головка «гусиной лапы». Дальнейшие манипуляции с ней были аналогичны процессу вскрытия консервной банки.
В современной криминалистике следы, остающиеся после «гусиной лапы», фиксируются для индивидуальной идентификации каждого такого устройства. Признаками применения «гусиной лапы» считается отверстие с резано-рваными краями и выгнутым в сторону вырезанным фрагментом. На повреждённых краях этого отверстия могут быть найдены отметины от опорной части «гусиной лапы», а рядом с ним — следы высверливания и металлическая стружка.